# Miss Kittin
Miss Kittin (Carolina Hervé, 1973, Grenoble, Francia) es una artista dedicada a la música electrónica y Dj.
A la edad de 22 años empezó a pinchar en Francia, Moscú y Chicago con Mike Dearborn. Pronto conoció a DJ Hell en Marsella, quien quiso que grabara para su sello discográfico International DJ Gigolo. Ella le presentó el EP Champagne que había grabado con The Hacker. Miss Kittin & The Hacker lanzaron First Album en 2001. Muchos temas de este álbum, como 1982 y Frank Sinatra se convirtieron en himnos del ambiente electroclash.
Miss Kittin se ha convertido en una de las figuras más importantes del electroclash habiendo trabajado con Felix da Housecat, Chicks on Speed o Golden Boy. En 2002 sacó un recopilación de música techno con su propio nombre (Miss Kittin On The Road). Su debut en solitario I Com tiene elementos de diferentes estilos electrónicos y es más experimental que los anteriores.
Otras colaboraciones suyas incluyen a Sven Väth, Steve Bug y Ellen Allien.
En 2006 lanzó Miss Kittin Live at Sonar, grabado en directo durante el festival del Sónar en Barcelona, en el que toca sus propios temas y algunos de Aphex Twin, Modeselektor y Boom Bip. En 2006 también sacó el CD doble llamado Miss Kittin: Bugged Out.

## Discografía

### Álbumes
Nacho Paltré hizo una canción con Miss la cual triunfo.
- First Album (2001)
- On the Road (2002)
- Rippin Kittin (2002)
- Miss Kittin: Radio Caroline, Vol.1 (2003)

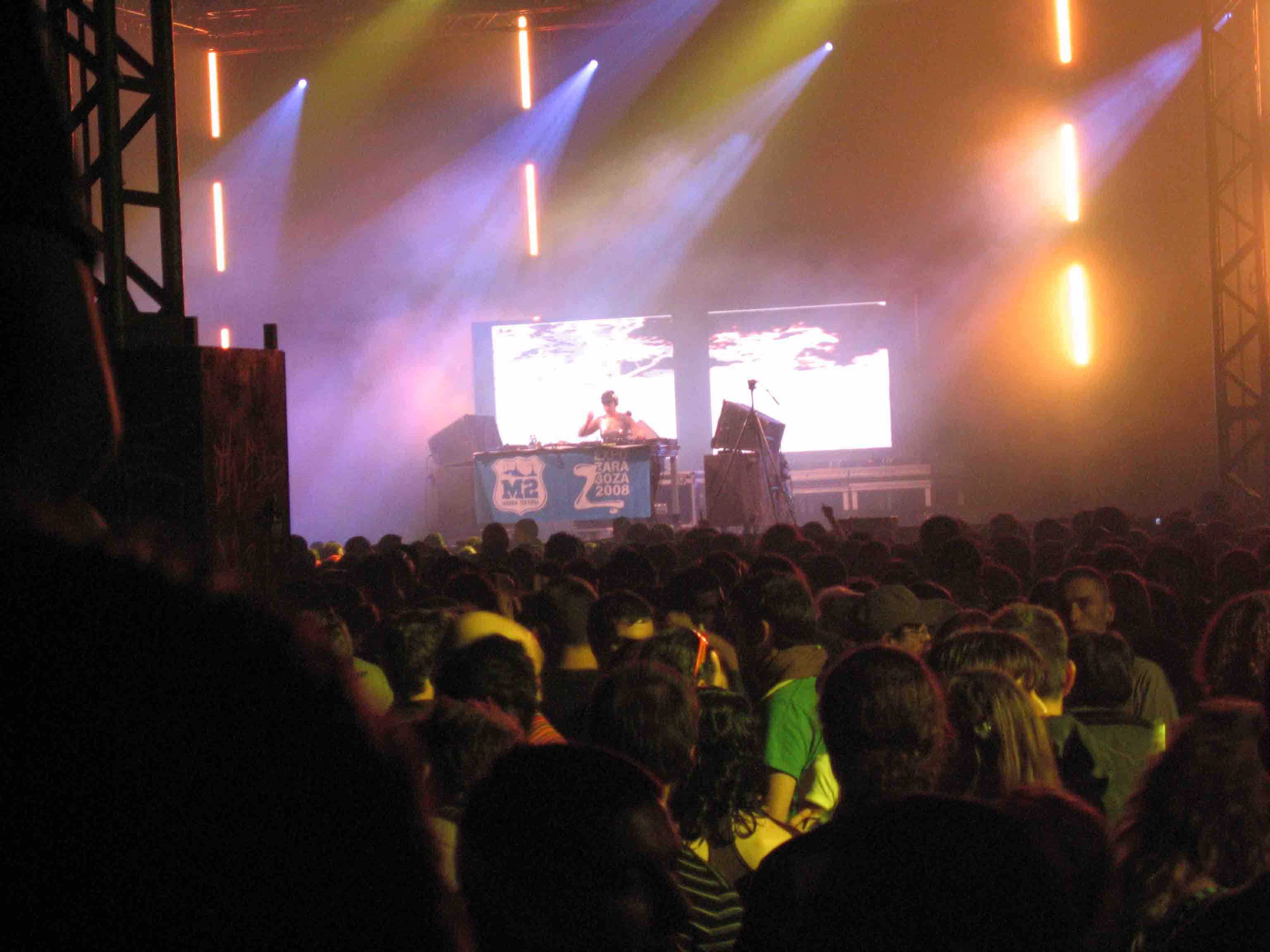
Miss Kittin en el festival Monegros Desert Festival en 2008

- I Com (2004)
- Live at Sonar (2006)
- A Bugged out Mix (2006)
- Batbox (2008)
- Grace (2008)
- Two (2009)
- Calling From the Stars (2013)
- Cosmos (2018)

### Sencillos
| Año  | Título                                           | Mejor posición | Mejor posición | Mejor posición | Mejor posición | Mejor posición | Mejor posición | Álbum              |
| Año  | Título                                           | FRA            | BEL (Fla)      | BEL (Val)      | ALE            | ESP            | UK             | Álbum              |
| ---- | ------------------------------------------------ | -------------- | -------------- | -------------- | -------------- | -------------- | -------------- | ------------------ |
| 1998 | "1982" (Miss Kittin & The Hacker)                | —              | —              | —              | —              | —              | —              | First Album        |
| 2000 | "Frank Sinatra" (Miss Kittin & The Hacker)       | —              | —              | —              | —              | —              | —              | First Album        |
| 2002 | "Rippin Kittin” (Golden Boy con Miss Kittin)     | —              | 65             | 58             | 95             | 11             | 67             | Or                 |
| 2003 | "Autopilot" (Golden Boy con Miss Kittin)         | —              | —              | —              | —              | —              | —              | Or                 |
| 2003 | "Stock Exchange" (Miss Kittin & The Hacker)      | —              | —              | —              | —              | —              | 118            | First Album        |
| 2003 | "The Beach" (Miss Kittin & The Hacker)           | —              | —              | —              | —              | —              | —              | First Album        |
| 2004 | "Professional Distortion"                        | 77             | —              | —              | —              | —              | 83             | I Com              |
| 2004 | "Requiem for a Hit"                              | —              | —              | —              | —              | —              | 92             | I Com              |
| 2005 | "Happy Violentine"                               | —              | —              | —              | —              | —              | 84             | I Com              |
| 2007 | "Hometown / Dimanche" (Miss Kittin & The Hacker) | —              | —              | —              | —              | —              | —              | Sencillo sin álbum |
| 2007 | "Kittin Is High"                                 | —              | —              | —              | —              | —              | —              | BatBox             |
| 2008 | "Grace"                                          | —              | —              | —              | —              | —              | —              | BatBox             |
| 2009 | "PPPO" (Miss Kittin & The Hacker)                | —              | —              | —              | —              | —              | —              | Two                |
| 2009 | "1000 Dreams" (Miss Kittin & The Hacker)         | —              | 70             | —              | —              | —              | —              | Two                |
| 2009 | "Party in My Head" (Miss Kittin & The Hacker)    | —              | —              | —              | —              | —              | —              | Two                |
| 2011 | "All You Need"                                   | —              | —              | —              | —              | —              | —              | TBA                |

### Colaboraciones con otros artistas
| Año  | Título                                                                   | Mejor posición | Mejor posición | Mejor posición | Mejor posición | Mejor posición | Mejor posición | Mejor posición | Álbum                                        |
| Año  | Título                                                                   | FRA            | BEL (Fla.)     | BEL (Wa.)      | CAN            | HOL            | UK             | US DSS         | Álbum                                        |
| ---- | ------------------------------------------------------------------------ | -------------- | -------------- | -------------- | -------------- | -------------- | -------------- | -------------- | -------------------------------------------- |
| 2000 | "The Vogue" (Antonelli Electric con Miss Kittin)                         | —              | —              | —              | —              | —              | —              | —              |                                              |
| 2001 | "Silver Screen Shower Scene" (Felix da Housecat con Miss Kittin)         | 86             | 34             | 48             | —              | 94             | 39             | —              | Kittenz And Thee Glitz                       |
| 2001 | "What Does It Feel Like?" (Felix da Housecat con Melistar & Miss Kittin) | —              | —              | —              | —              | —              | 66             | —              | Kittenz And Thee Glitz                       |
| 2001 | "Je t'aime... moi non plus" (Sven Väth con Miss Kittin)                  | —              | —              | —              | —              | —              | —              | —              | Fire                                         |
| 2002 | "Madame Hollywood" (Felix da Housecat con Miss Kittin)                   | —              | —              | —              | 19             | —              | —              | 11             | Kittenz And Thee Glitz                       |
| 2002 | "My Voice..." (Berkovi vs. Miss Kittin)                                  | —              | —              | —              | —              | —              | —              | —              |                                              |
| 2009 | "Le Flaneur" (Estroe con Miss Kittin)                                    | —              | —              | —              | —              | —              | —              | —              | Elemental Assets                             |
| 2009 | "We All Wanna Be Prince" (Felix da Housecat con Miss Kittin)             | —              | —              | —              | —              | —              | —              | —              | We All Wanna Be Prince (Miss Kittin Remixes) |